# Sima de San Martín

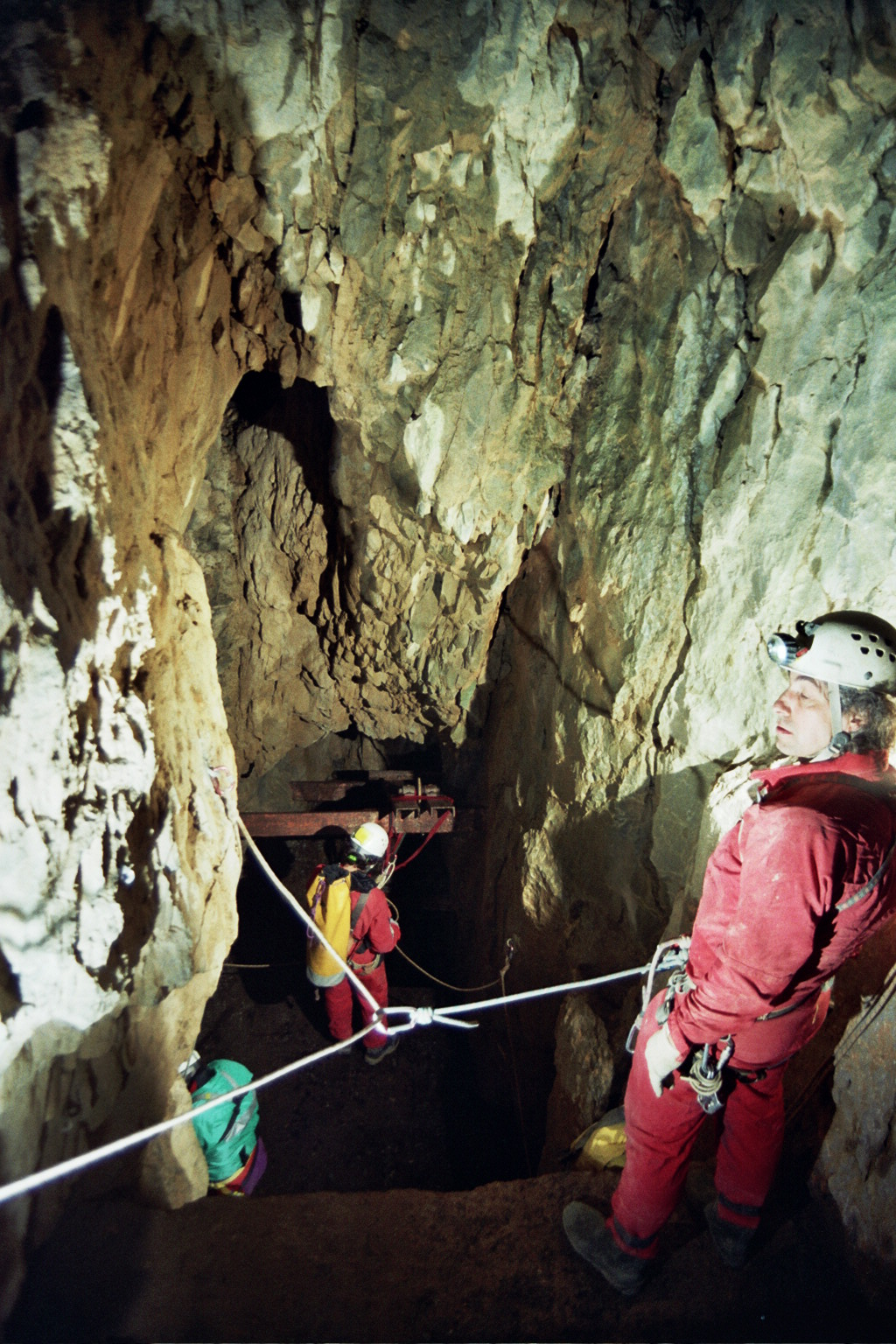
Entrada de la Sima de San Martín el año 2010.

La sima de San Martín, conocida también como Pozo Lépineux, es una sima localizada en el Macizo de Larra-Belagua, al noreste de Navarra, que forma parte del Sistema de la Piedra de San Martín / Gouffre des Partages. Procedente del modelado kárstico, este sistema es considerado uno de los más profundos del mundo, con 1.410 metros de profundidad estudiados, aunque se estima que su red de galerías cuenta con una longitud total de unos 125 kilómetros. Dentro del Sistema se localiza la Sala de la Verna, a unos 700 metros de profundidad.